# دينامو باتومي
نادي دينامو باتومي لكرة القدم هو نادي كرة قدم جورجي، تأسس سنة 1923.

## وصلات خارجية
- الموقع الرسمي